# حارة الحبري (صنعاء همدان)
حارة الحبري هي إحدى حارات حي شملان بضواحي صنعاء مديرية همدان، بلغ تعداد سكانها 279 نسمة حسب تعداد اليمن لعام 2004.